# Christoph Schlingensief

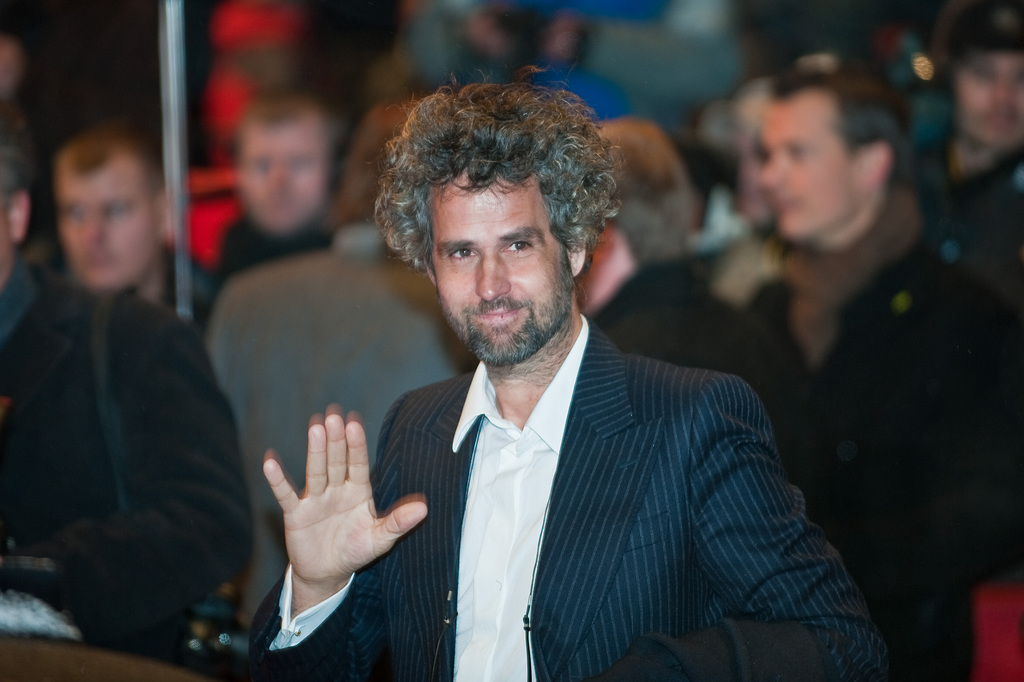
Christoph Schlingensief in februari 2010

Christoph Maria Schlingensief (Oberhausen, 24 oktober 1960 - Berlijn, 21 augustus 2010) was een Duits filmmaker, toneelregisseur, acteur, kunstenaar en auteur. Hij begon zijn carrière als onafhankelijk filmmaker. Later werkte hij ook aan theater- en festivalproducties die vaak door controverse omgeven waren. In de laatste jaren voor zijn dood regisseerde hij opera's en probeerde hij zich te vestigen als beeldend kunstenaar.
Schlingensief was een der meest controversiële figuren uit het Duitse culturele en medialandschap. Hij werd vereerd als een god en als een geniaal warhoofd, maar tevens de grond in geboord als een cynisch provocateur. Hij werd geprezen voor zijn provocerend genie en afgekeurd voor zijn neiging om spektakel te maken.
Tussen 1983 en 1985 onderwees hij film aan de Hochschule für Gestaltung Offenbach am Main en vanaf 1986 doceerde hij film aan de
kunstacademie Düsseldorf. Hij was eerste opnameleider van de succesrijke televisiereeks Lindenstraße. In 1986 werkte hij voor het eerst met beroepsacteurs in zijn aanpassing van Doktor Faust, Egomania-Insel ohne Hoffnung. Hij gebruikte voor het eerst het scenario van iemand anders voor Schafe in Wales (1988), een opdracht van de ZDF. Hij raakte echter in onmin met de productieverantwoordelijken, stopte met de regie en trok zich terug.
Zijn trilogie over Duitsland 100 Jahre Adolf Hitler - Die letzte Stunde im Führerbunker, Das deutsche Kettensägenmassaker en Terror 2000 - Intensivstation Deutschland leidde tot hevige controverses bij recensenten en bij het publiek. Na deze films werkte hij hoofdzakelijk als toneelregisseur, vooral bij de Volksbühne in Berlijn.
In 2004 deed hij op de Bayreuther Festspiele de regie van de opera Parsifal van Richard Wagner. Hij overleed in de zomer van 2010 op 49-jarige leeftijd aan longkanker.

## Werken (selectie)

### Films (regie)
- 1977: Mensch Mami, wir dreh'n 'nen Film
- 1982: Wie würden Sie entscheiden?
- 1982: Für Elise
- 1983: Die Ungenierten kommen – What happened to Magdalena Jung?
- 1983: Phantasus muss anders werden – Phantasus go home
- 1984: Tunguska – Die Kisten sind da (met Alfred Edel en Irene Fischer)
- 1986: Die Schlacht der Idioten
- 1986: Menu Total (met Helge Schneider, Anna Fechter)
- 1986: Egomania – Insel ohne Hoffnung (met Tilda Swinton en Udo Kier)
- 1988: Schafe in Wales (tv)
- 1988: Mutters Maske (met Helge Schneider)
- 1989: 100 Jahre Adolf Hitler – Die letzte Stunde im Führerbunker (met Udo Kier)
- 1990: Das Deutsche Kettensägenmassaker
- 1992: Terror 2000 – Intensivstation Deutschland (met Udo Kier)
- 1994: Tod eines Weltstars – Udo Kier (tv)
- 1994: 00 Schneider – Jagd auf Nihil Baxter (co-regie)
- 1996: United Trash
- 1997: Die 120 Tage von Bottrop
- 2004: Freakstars 3000
- 2005: African Twintowers

### Films (acteur)
- 1982: Für Elise
- 1983: Phantasus muss anders werden – Phantasus go home
- 1984: Tunguska – Die Kisten sind da
- 1992: Terror 2000 – Intensivstation Deutschland
- 1992: Gossenkind
- 1993: Domenica
- 1994: Tod eines Weltstars – Udo Kier (tv)
- 1994: Abschied von Agnes
- 1996: United Trash
- 1997: Silvester Countdown
- 1997: Die 120 Tage von Bottrop
- 2003: Hamlet X
- 2004: Freakstars 3000
- 2004: Silentium

### Televisie
- 1992: Udo Kier – Tod eines Weltstars (WDR)
- 1997: Talk 2000 (VOX)
- 2000: U 3000 (MTV)
- 2002: Freak Stars 3000 (VIVA)
- 2002/04: Durch die Nacht mit … (ZDF/ARTE)

### Documentaires
- 2009: Die Piloten

### Theater (selectie)
- 1993: 100 Jahre CDU – Spiel ohne Grenzen (Volksbühne Berlijn)
- 1994: Kühnen ’94 – Bring mir den Kopf von Adolf Hitler (Volksbühne Berlijn)
- 1995: Hurra, Jesus! Ein Hochkampf! (steirischer herbst, Graz)
- 1996: Rocky Dutschke '68 (Volksbühne Berlijn)
- 1997: Schlacht um Europa I–XLII (Volksbühne Berlijn)
- 1998: Artisten in der Zirkuskuppel – Ratlos (Volksbühne Berlijn)
- 2001: Berliner Republik (Volksbühne Berlijn)
- 2001: Erster imaginärer Opernführer (met Alexander Kluge, Volksbühne Berlijn)
- 2001: Hamlet (naar William Shakespeare, Schauspielhaus Zürich)
- 2001: Rosebud (Volksbühne Berlijn)
- 2002: Quiz 3000 – Du bist die Katastrophe (Volksbühne Berlijn)
- 2003: ATTA ATTA – Die Kunst ist ausgebrochen (Volksbühne Berlijn)
- 2003: Bambiland (naar Elfriede Jelinek, Burgtheater, Wenen)
- 2004: Attabambi-Pornoland (naar Elfriede Jelinek, Schauspielhaus Zürich)
- 2004: Kunst und Gemüse (uitnodiging voor het Berliner Theatertreffen, Volksbühne Berlijn) met Angela Jansen
- 2005: Fickcollection, A. Hipler (theatertour in Duitsland)
- 2005: African Twintowers – der Ring 9/11 (Namibië)
- 2006: Area 7 Matthäusexpedition (Burgtheater, Wenen)
- 2006: Kaprow City (Volksbühne Berlijn)
- 2008: Eine Kirche der Angst vor dem Fremden in mir (Gebläsehalle in het Landschaftspark Duisburg-Nord)
- 2008: Der Zwischenstand der Dinge (Maxim-Gorki-Theater, Berlijn)
- 2009: Mea Culpa – eine ReadyMadeOper (Burgtheater, Wien), Kleine Zeitung, 20 maart 2009
- 2010: Remdoogo – Via Intolleranza II (Bayerische Staatsoper, München).

### Opera's
- 2004–2007: Parsifal (Bayreuther Festspiele)
- 2007: Der Fliegende Holländer (Teatro Amazonas Manaus, Brazilië)
- 2007: Freax (opera van Moritz Eggert in het raam van het Beethovenfest Bonn)
- 2008: Szenen aus dem Leben der Heiligen Johanna, opera van Walter Braunfels (wereldpremière), Deutsche Oper Berlijn
- 2009: Mea Culpa, eine Readymade Oper, Burgtheater, Wenen
- 2010: Metanaoia. Über das Denken hinaus, opera van Jens Joneleit (wereldpremière), Staatsoper Berlin in het Schillertheater

### Hoorspelen (selectie)
- 1997: Rocky Dutschke '68 (WDR)
- 1999: Lager ohne Grenzen. Europäische Benefizveranstaltung gegen den Krieg (WDR/DLR)
- 2002: Rosebud (WDR)

### Tentoonstellingen
- 2006: Ragnarök, opstelling van animatografen (Museum der Bildenden Künste Leipzig)
- 2007: 18 Bilder pro Sekunde (Haus der Kunst München)
- 2007: Querverstümmelung (Migros Museum Zürich)
- 2007: Trem Fantasma, opstelling van een operaspooktrein (São Paulo, Brazilië)
- 2008: Stairlift to Heaven, opstelling in het kader van de tentoonstelling Double Agent (ICA Londen)
- 2008: Der König wohnt in mir (Kunstraum Innsbruck)
- 2008: Innocence 1965–2008, in het kader van de tentoonstelling "To Burn Oneself With Oneself - The Romantic Damage Show" (De Appel, Amsterdam)
- 2008: mozartballs, my first homosexual production (Galerie Thiele Linz)
- 2008: Trace du Sacré (Centre Pompidou)
- 2008: Medium Religion (Zentrum für Kunst und Medientechnologie Karlsruhe)

### Boeken en CD's (selectie)
- "Dialog im Zirkus" – "Wir lernen sprechen", CHANCE 2000, Christoph Schlingensief, Farah Lenser, Heiner Benking, IN: "Wähle Dich Selbst", Boekje bij het Wahlkampfzirkus, 1999
- "Engagement und Skandal", Gesprek met Josef Bierbichler, Christoph Schlingensief, Harald Martenstein en Alexander Wewerka, Met een essay van Diedrich Diederichsen, 1998, Alexander Verlag
- "Chance 2000 Die Dokumentation". Johannes Finke, Matthias Wulff. 1999, Lautsprecher-Verlag
- "Zum Kapital – Als Christoph Schlingensief das Unsichtbare gesucht hat." Johannes Stüttgen / Christoph Schlingensief. 2000, FIU-Verlag
- "Nazis rein / Nazis raus". Torsten Lemmer / Christoph Schlingensief. 2002, Suhrkamp
- "Rosebud". 2002, Kiepenheuer & Witsch
- "Schlingensiefs Freakstars 3000". Christoph Schlingensief. Audio-CD, 2002, DHV Der Hörverlag
- "Rosebud". Audio-CD, onderscheiden met de hoorspelprijs van de oorlogsblinden, 2004, Patmos
- "Räumungen – Von der Unverschämtheit, Theater für ein Medium der Zukunft zu halten". Met bijdragen van Christoph Schlingensief, Matthias Hartmann, Albert Ostermaier e.a. , 2000, Alexander Verlag Berlin
- "Ausbruch der Kunst. Politik und Verbrechen". Band II. Carl Hegemann (Hrsg.). Met Josef Bierbichler, Bazon Brock, Boris Groys, Thomas Hausschild, Carl Hegemann, Péter Nádas, Christoph Schlingensief, Peter Sloterdijk, Frank-Patrick Steckel en Peter Weibel, 2004, Alexander Verlag
- "AC: Church of Fear". Christoph Schlingensief. Catalogus bij de tentoonstelling in het Museum Ludwig Keulen, Interviews van Hans Ulrich Obrist en Alice Koegel, Tekst van Jörg van der Horst, 2005, Verlag der Buchhandlung König
- "So schön wie hier kanns im Himmel gar nicht sein! – Tagebuch einer Krebserkrankung", Christoph Schlingensief 2009, Kiepenheuer & Witsch. ISBN 978-3-462-04111-8